# III. Félix pápa
III. Szent Félix (latinul: Felix), (? – 492. március 1.) volt a 48. pápa Szent Péter trónján. 483. március 13-án választották meg Róma püspökének. Pontifikátusa során át kellett értékelnie kapcsolatait a keleti egyházakkal, és a világi hatalom befolyása ellen is küzdenie kellett.

## Élete
Életéről semmit sem írnak a krónikák, egészen amíg meg nem választották egyházfőnek. A III. Félix nevet választotta, de gyakran nevezik II. Félixnek, ugyanis I. Félix pápa után egy ellenpápa viselte még a Félix nevet. Mivel az ő pontifikátusa nem tekinthető legálisnak, ezért III. Félix a második hivatalos pápa ezzel a névvel.
A római zsinat valószínűleg Itália királyának, Odoakernek a nyomására választotta meg III. Félixet erre a méltóságra. A klérusnak igazi kifogása nem lehetett ellene, hiszen Félixben is akadt még a Leó-féle szellemből. Elődje, Szimpliciusz pápa élete (és uralkodása) végén találkozott a keletrómai császár művével, a Hénótikonnal, ami rányomta Félix pontifikátusára is bélyegét. Az új pápától tehát azt várták, hogy új állásfoglalásával ismét rendezik a megbolydult kelet–nyugati kapcsolatokat. Félix 484-ben Rómába hívott össze egy zsinatot, amelyen a Hénótikon sorsát tárgyalták meg. A pápa a várakozások ellenére határozottan elítélte a monofizita művet, és Akaikosz konstantinápolyi pátriárkát minden hivatalától és méltóságától megfosztotta. Ugyanezen a zsinaton Félix kiközösítette Antiochia püspökét is, és még 484-ben Alexandria püspöke is hasonló sorsra jutott. Akaikosz válaszul töröltette a római pápa nevét azok közül, akikért imádkoztak a szentmisén, és megszakította kapcsolatait a nyugati egyházzal. Hivatalosan tehát ekkor kezdődött az első kelet–nyugati egyházszakadás, amely 519-ig tartott. 
Félix pontifikátusának azonban csak egy része zajlott a római zsinat körül. Egyre nagyobb erőfeszítésekbe került fenntartania az egyház függetlenségét Odoakerrel és a keletrómai császárral szemben. Ezenfelül elődjétől örökölte egyházmegyéinek szétszórtságának és fenyegetettségének problémáját.
Végül 492. március 1-jén halt meg.

## Művei
- Documenta Catholica Omnia (latin nyelven). (Hozzáférés: 2011. december 6.)